# Escola sem Homofobia
Escola sem Homofobia, por vezes referido pejorativamente como "Kit Gay", foi uma iniciativa não-governamental proposta para compor o Programa Brasil sem Homofobia do governo federal brasileiro. Constituiu um material didático (uma cartilha de 125 páginas, seis boletins, três vídeos, um cartaz de divulgação e uma carta de apresentação) baseada em um conjunto de diretrizes criadas pelo Ministério da Educação do Brasil (MEC), elaboradas pelo Ministério dos Direitos Humanos em parceria com entidades não governamentais e apoiadas pela Organização das Nações Unidas para a Educação, a Ciência e a Cultura (UNESCO) que visava a promover a cidadania e os direitos humanos da comunidade LGBT. Dentre as atividades do programa estava a elaboração de materiais para o combate à homofobia nas escolas, como vídeos, cartilhas e sugestões de sequências didáticas para professores.
O material ficou famoso ao ser chamado pelo então deputado federal Jair Bolsonaro como "Kit Gay" em meados de 2011. Ele foi ferrenhamente combatido pela Frente Parlamentar Evangélica (FPE), que protocolou um requerimento para avaliar o material antes de ser distribuido em escolas. João Campos, o líder da bancada, acusou o programa de promover o sexo livre e induzir à prática homossexual. A bancada também pediu a abertura de uma comissão parlamentar de inquérito (CPI) e a exoneração do então Ministro da Educação, Fernando Haddad. Em 2011, houve uma inflamada campanha contra o kit, onde os evangélicos se mobilizaram em manifestações de rua. Três dias depois da repercussão, o Executivo cancelou a distribuição do material.
Em 2016, Bolsonaro publicou um vídeo fazendo alegações falsas sobre o material e, em 2018, voltou a alegar em debates e propagandas na internet que Fernando Haddad, seu adversário na eleição presidencial, teria incluído no programa o livro Aparelho Sexual e Cia., o que gerou determinação, por parte do Tribunal Superior Eleitoral (TSE), de retirada do ar de vídeos feitos por Bolsonaro com tais afirmações por estas serem mentirosas.

## Controvérsias
O político Jair Bolsonaro criticou o programa, chamando os materiais de "kit gay", e acusando seu então adversário político, Fernando Haddad, de ser o "candidato do kit gay" em um cartaz.
Segundo Fernando Haddad, o programa foi alvo de críticas desde sua concepção. Segundo ele, em 2011, materiais destinados a caminhoneiros e profissionais de sexo foi apresentado como sendo o "kit gay" distribuído pelo MEC em um momento em que os materiais a serem distribuídos às escolas ainda nem haviam sido aprovados.
Em 2012, José Serra, o então candidato pelo Partido da Social Democracia Brasileira (PSDB) à prefeitura de São Paulo e rival de Haddad, condenou o material, classificando-o como apologia à bissexualidade:
"(O 'kit gay') tem erro incrível, inclusive de matemática, quando no fundo faz apologia do bissexualismo (sic). Diz que é bom ser bissexual porque aumenta em 50% a chance de ter programa no fim de semana. Não é 50%, é 100%. Segundo, isso não é combater homofobia, e é uma espécie de doutrina. O problema do 'kit gay' é, acima de tudo, pedagógico. Quer doutrinar em vez de educar.— José Serra
Contudo, o material apelidado por Bolsonaro como "kit gay" composto por um caderno e peças impressas e audiovisuais, na verdade, foi encomendado pela Comissão de Direitos Humanos e Minorias da Câmara dos Deputados ao Ministério da Educação (MEC) e elaborado por um grupo de ONGs especializadas, em conformidade com as diretrizes de um programa do governo federal lançado anteriormente, em 2004.
Além disso, não é possível atribuir a Fernando Haddad responsabilidade sobre a autoria do material, porque o projeto surgiu do poder legislativo e não foi desenvolvido diretamente pelo MEC, mas por ONGs contratadas pelo ministério.

### LivroAparelho Sexual e Cia.
Um foco de polêmica envolveu o livro francês Aparelho Sexual e Cia., que, segundo Jair Bolsonaro disse em programas de televisão, estaria sendo distribuído pelo Ministério da Educação (MEC). Bolsonaro também afirma que a obra havia constado num suposto "Seminário LGBT infantil", que na verdade era a nona edição do evento anual "Seminário LGBT no Congresso Nacional". O evento ocorreu em maio de 2012 e teve como tema "Infância e Sexualidade" e foi organizado pela Frente Parlamentar Mista pela Cidadania LGBT, contando com a participação de especialistas em Direito, Educação, Sexualidade, Psicologia e Cultura e não tinha relação direta com o programa Escola sem Homofobia do MEC.
De acordo com a assessoria de imprensa da editora Companhia das Letras, o livro francês "nunca foi comprado pelo MEC, como tampouco fez parte de nenhum suposto "kit gay". O Ministério da Cultura [outra pasta] comprou 28 exemplares em 2011, destinados a bibliotecas públicas". Sobre a questão, o MEC se pronunciou por meio da seguinte nota:
O Ministério da Educação (MEC) informa, em nota, que não produziu e nem adquiriu ou distribuiu o livro “Aparelho Sexual e Cia”, que, segundo vídeo que circula em redes sociais, seria inadequado para crianças e jovens brasileiros. O MEC afirma ainda que não há qualquer vinculação entre o ministério e o livro, já que a obra tampouco consta nos programas de distribuição de materiais didáticos levados a cabo pela pasta. O vídeo que circula nas redes sociais sustenta que o governo distribuiu e, assim, estaria “estimulando precocemente as crianças a se interessarem por sexo”. (...) O vídeo que apresenta as obras como sendo do MEC, em nenhum momento, comprova a vinculação do Ministério aos materiais citados, justamente porque essa vinculação não existe. — Ministério da Educação do Brasil
Em 2018, o Tribunal Superior Eleitoral (TSE) se pronunciou, afirmando que o livro nunca esteve associado ao MEC e nem nunca fez parte do Programa Brasil sem Homofobia, que nem ao menos chegou a ser executado. Durante as eleições presidenciais desse ano, o órgão determinou a remoção de vídeos que afirmassem que o livro havia sido distribuído por programas governamentais enquanto Fernando Haddad ocupava o cargo de Ministro da Educação. A representação tinha como alvos Jair Bolsonaro e seus filhos Carlos e Flávio Bolsonaro. Segundo o ministro Carlos Bastide Horbach, os vídeos configuram "a difusão de fato sabidamente inverídico, pelo candidato representado e por seus apoiadores, em diversas postagens efetuadas em redes sociais" o que "gera desinformação no período eleitoral, com prejuízo ao debate político".